# 交野郡
- 令制国一覧 > 畿内 > 河内国 > 交野郡
- 日本 > 近畿地方 > 大阪府 > 交野郡

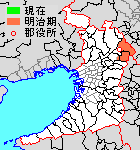
大阪府交野郡の位置

交野郡（かたのぐん）は、かつて河内国・堺県・大阪府にあった郡。

## 郡域
1880年（明治13年）に行政区画として発足した当時の郡域は、概ね下記の区域にあたる。
- 交野市の全域
- 枚方市の大部分（菊丘南町、菊丘町、高塚町、岡山手町、岡東町より南西および川原町・香里ケ丘の各一部を除く）
- 寝屋川市の一部（寝屋、寝屋南、寝屋川公園、打上新町、明和、高倉より南東）

## 歴史

### 古代

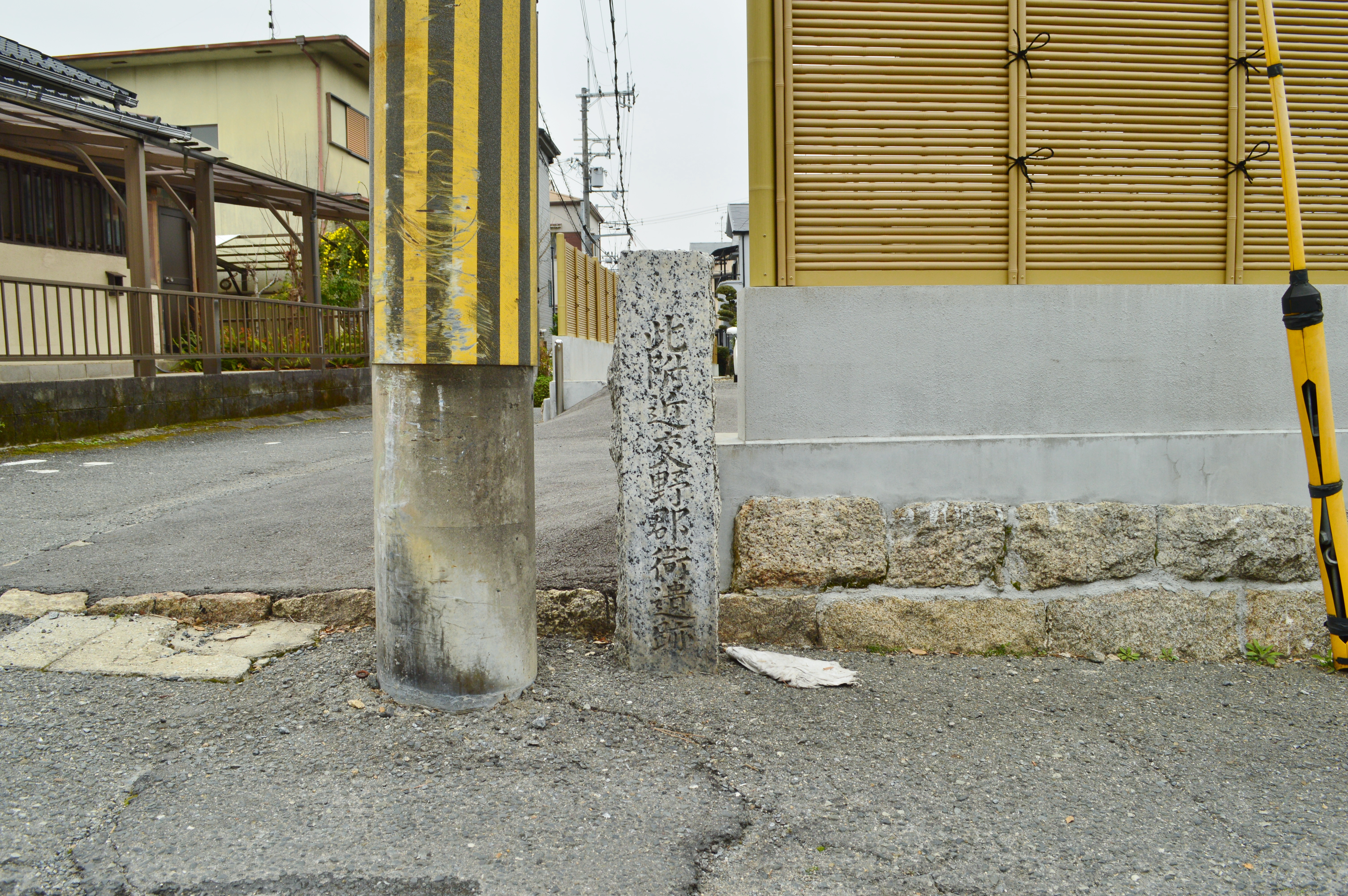
交野郡衙遺跡碑

702年（大宝2年）頃に茨田郡から分割して設置された。交野郡衙は現在の交野市郡津にあったとする説があるが、明証はない。交野郡の大部分は「交野ヶ原」と呼ばれる台地・丘陵地で、耕作には適さなかったが、鳥獣が多く棲息し、かつ京からも近いことから貴族の狩場となっていた。桓武天皇の時代には離宮が置かれた他、天皇の狩場（天皇以外の狩猟は禁止された）があったことにちなむ禁野（枚方市）の地名が残る。また、交野ヶ原は桜の名所としても知られ、交野郡にあった惟喬親王の渚院で在原業平が「世の中に絶えて桜のなかりせば 春の心はのどけからまし」と詠んでいる。

#### 式内社
『延喜式』神名帳に記される郡内の式内社。
| 神名帳             | 神名帳     | 神名帳 | 神名帳 | 比定社         | 比定社             | 比定社 | 集成 |
| 社名               | 読み       | 格     | 付記   | 社名           | 所在地             | 備考   | 集成 |
| ------------------ | ---------- | ------ | ------ | -------------- | ------------------ | ------ | ---- |
| 交野郡 2座（並小） |            |        |        |                |                    |        |      |
| 片野神社           | カタノノ   | 小     | 鍬靫   | 片埜神社       | 大阪府枚方市牧野阪 |        |      |
| 久須須美神社       | クススミノ | 小     | 鍬     | 合祀：片埜神社 | 大阪府枚方市牧野阪 |        |      |
| 凡例を表示         |            |        |        |                |                    |        |      |

### 近世以降の沿革
- 「旧高旧領取調帳」に記載されている明治初年時点での支配は以下の通り。○は村内に寺社除地[2]が存在。（38村）

| 知行         | 知行                   | 村数 | 村名 |
| ------------ | ---------------------- | ---- | --- |
| 幕府領       | 幕府領                 | 2村  | 下島村、○楠葉村                                                                                                   |
| 幕府領       | 京都守護職役知         | 7村  | 寝屋村、中宮村、○宇山村、養父村、○招提村、○村野村、傍示村                                                         |
| 幕府領       | 旗本領                 | 14村 | 打上村、○上島村、○船橋村、田口村、片鉾村、藤坂村、長尾村、杉村、○尊延寺村、○穂谷村、津田村、野村、倉治村、○郡津村 |
| 幕府領       | 京都守護職役知・旗本領 | 1村  | ○私市村 |
| 藩領         | 相模小田原藩           | 11村 | 山之上村、田宮村、○茄子作村、○燈油村、○禁野村、○小倉村、○渚村、○坂村、○甲斐田村、○春日村、○森村                   |
| 藩領         | 近江西大路藩           | 1村  | 星田村 |
| 幕府領・藩領 | 旗本領・小田原藩       | 1村  | ○私部村 |
| その他       | 寺社領                 | 1村  | 寺村 |

- 慶応4年

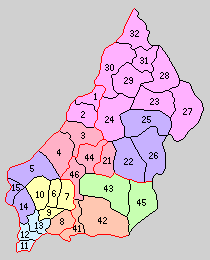
21.水本村 22.星田村 23.津田村 24.川越村 25.交野村 26.磐船村 27.氷室村 28.菅原村 29.山田村 30.牧野村 31.招提村 32.樟葉村（桃：枚方市 赤：寝屋川市 右紫：交野市 1 - 15は茨田郡 41 - 46は讃良郡）

  - 2月 - 幕府領・旗本領が大坂裁判所司農局の管轄となる。
  - 5月2日（1868年6月21日） - 大坂裁判所司農局の管轄地域が大阪府司農局の管轄となる。
  - 6月8日（1868年7月27日） - 大阪府司農局の管轄地域が大阪府南司農局の管轄となる。
  - 6月 - 戊辰戦争後の処分により小田原藩が減封となり、本郡内の領地が消滅。
- 明治2年
  - 1月20日（1869年3月2日） - 大阪府南司農局の管轄地域が河内県の管轄となる。
  - 8月2日（1869年9月7日） - 河内県の管轄地域が堺県の管轄となる。
- 明治4年
  - 7月4日（1871年8月29日） - 廃藩置県により、藩領が西大路県の管轄となる。
  - 11月22日（1872年1月2日） - 第1次府県統合により、全域が堺県の管轄となる。
- 明治7年（1874年）
  - 1月22日 - 大区小区制の堺県での施行により、河内国第3大区となる。
  - 8月4日 - 島上郡磯島村の所属郡が本郡に変更。（39村）
- 明治13年（1880年）4月15日 - 郡区町村編制法の堺県での施行により、行政区画としての交野郡が発足。茨田郡三矢村の浄念寺に「枚方郡役所」が設置され、同郡および讃良郡とともに管轄。枚方郡役所はまもなく改称して「茨田交野讃良郡役所」となる。
- 明治14年（1881年）2月7日 - 大阪府の管轄となる。
- 明治22年（1889年）4月1日 - 町村制の施行により、下記の各村が発足。特記以外は現・枚方市。（12村）
  - 水本村 ← 打上村、寝屋村、燈油村（現・寝屋川市）
  - 星田村（単独村制。現・交野市）
  - 津田村 ← 津田村、野村、春日村
  - 川越村 ← 村野村、田宮村、山之上村、茄子作村
  - 交野村 ← 倉治村、郡津村、私部村（現・交野市）
  - 磐船村 ← 森村、傍示村、寺村、私市村（現・交野市）
  - 氷室村 ← 尊延寺村、杉村、穂谷村
  - 菅原村 ← 長尾村、藤坂村
  - 山田村 ← 甲斐田村、中宮村、片鉾村、田口村
  - 牧野村 ← 渚村、禁野村、磯島村、小倉村、坂村、宇山村、養父村、上島村、下島村
  - 招提村（単独村制）
  - 樟葉村 ← 楠葉村、船橋村
- 明治29年（1896年）4月1日 - 郡制の施行のため、「茨田交野讃良郡役所」が管轄する各郡の区域をもって北河内郡が発足。同日交野郡廃止。

## 行政
枚方郡長→堺県茨田・交野・讃良郡長
| 代 | 氏名     | 就任年月日                | 退任年月日               | 備考         |
| -- | -------- | ------------------------- | ------------------------ | ------------ |
| 1  | 匝瑳胤常 | 明治13年（1880年）4月16日 | 明治14年（1881年）2月6日 | 大阪府に移管 |

大阪府茨田・交野・讃良郡長
| 代 | 氏名     | 就任年月日                | 退任年月日                | 備考                                   |
| -- | -------- | ------------------------- | ------------------------- | -------------------------------------- |
| 1  | 匝瑳胤常 | 明治14年（1881年）2月7日  | 明治16年（1883年）6月5日  |                                        |
| 2  | 岡林秀胤 | 明治16年（1883年）6月5日  | 明治18年（1885年）8月18日 |                                        |
| 3  | 俣野景孝 | 明治18年（1885年）8月18日 | 明治23年（1890年）6月16日 |                                        |
| 4  | 小向寛雄 | 明治23年（1890年）6月16日 | 明治24年（1891年）1月15日 |                                        |
| 5  | 川越重徳 | 明治24年（1891年）1月15日 | 明治26年（1893年）5月31日 |                                        |
| 6  | 向日保雄 | 明治26年（1893年）5月31日 | 明治29年（1896年）3月31日 | 茨田郡・讃良郡との合併により交野郡廃止 |